# Darja Kaschtschejewa

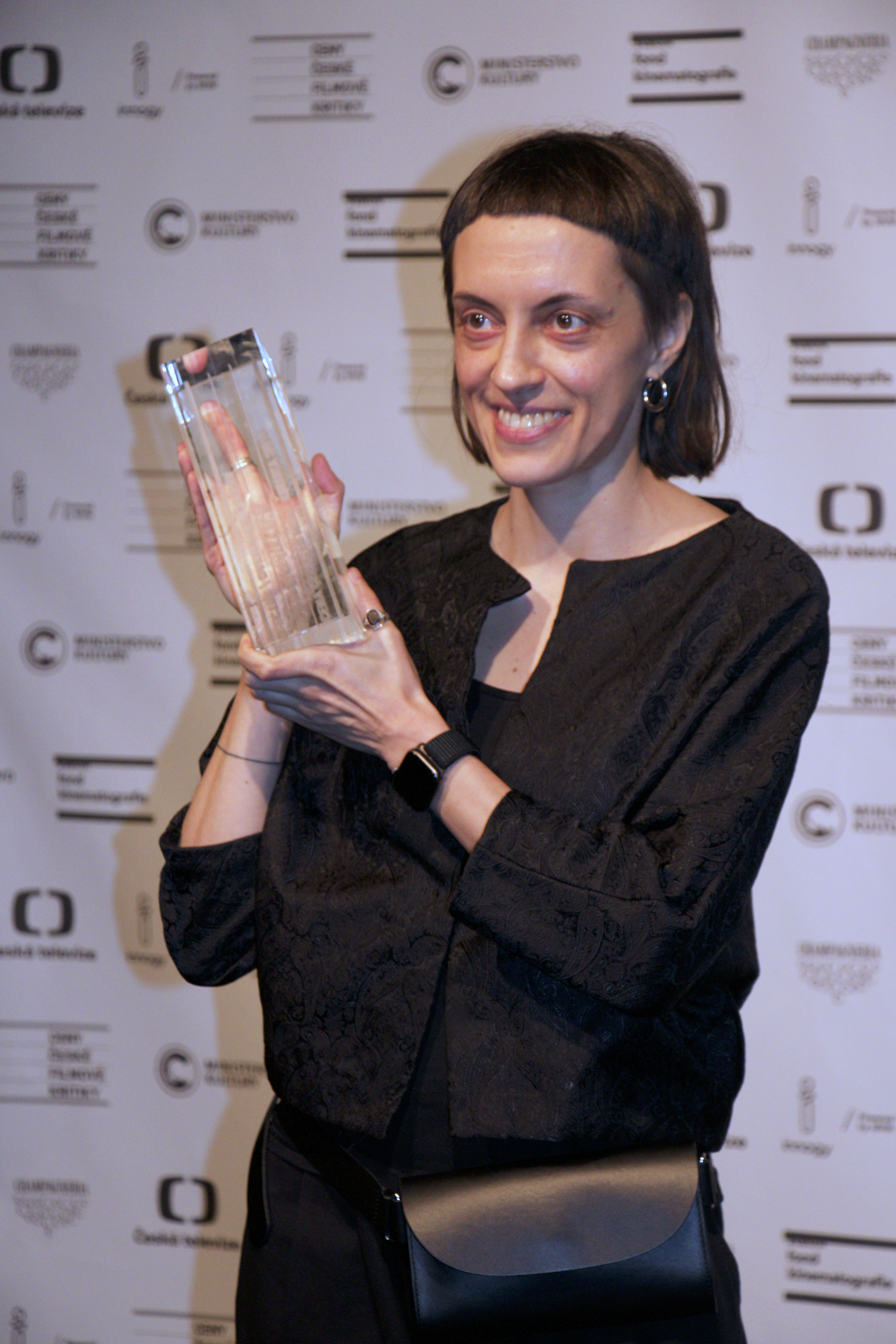
Darja Kaschtschejewa (2024)

Darja Kaschtschejewa (russisch Дарья Кащеева, englisch Daria Kashcheeva; * 1. April 1986) ist eine russische Drehbuchautorin und Regisseurin.

## Leben
Kaschtschejewa studierte am Moskauer Gnessin-Institut Moskau musical direction. Im Anschluss war sie als Sounddesignerin tätig, war aber in kreativer Hinsicht nicht zufrieden. Als sie im Zuge ihrer Arbeit auch an Animationsfilmen mitwirkte, entschied sie, diese Richtung einzuschlagen. Sie ging nach Prag, um an der Film- und Fernsehfakultät der Akademie der Musischen Künste ein Studium im Bereich Animationsfilm aufzunehmen. In dieser Zeit entstand seit 2016 eine Reihe von Kurzfilmen, bei denen sie die Regie übernahm und die Drehbücher verfasste. Ihr Film To Accept wurde 2017 beim Nespresso Talents Kurzfilmwettbewerb in Cannes ausgezeichnet. 2018 entstand als ihr Abschlussfilm des Bachelorstudiums Tochter. Diese Produktion wurde international vielfach ausgezeichnet. Ferner erhielt sie eine Oscar-Nominierung in der Kategorie Bester animierter Kurzfilm. Ihr Drehbuch basiert auf ihrer eigenen Kindheit, die Produktion nahm 1,5 Jahre in Anspruch. Kaschtschejewa übernahm auch die Kameraarbeit.
Für Tochter erhielt Kaschtschejewa u. a. eine Auszeichnung bei der Verleihung der Student Academy Awards 2019, ebenso beim Sundance Film Festival 2020, dem Internationalen Trickfilm-Festival Stuttgart sowie dem Hiroshima Kokusai Animation Festival.
Derzeit arbeitet Kaschtschejewa an der Fertigstellung ihres Abschlussfilms.